# И-30
И-30 — опытный пушечный истребитель. В различных документах обозначался как И-30, И-26У, Як-3 образца 1941 г., Як-1М. Был построен в двух экземплярах (И-30-1, И-30-2 «Дублёр»).

## Конструкция
И-30-1 представлял собой низкоплан с убирающимся шасси. Конструкция планера самолёта цельнометаллическая.
Фюзеляж был образован фермой, сваренной из стальных труб. Носовая часть закрывалась дюралюминиевыми крышками-люками, закреплёнными на замках «дзус». В хвостовой части к ферме крепилась лёгкая опалубка из деревянных реек, на которой натягивалась полотняная обшивка. Верхний гаргрот фюзеляжа выполнен из фанеры.
Цельнометаллическое двухлонжеронное крыло состояло из центроплана и двух отъёмных консолей. Профиль Кларк YH с относительной толщиной 15 % в корневой и 7,65 % в концевой части. Крыло снабжалось автоматическим предкрылком и щитком из четырёх секций, отклонявшихся на 50°. Элероны имели металлический каркас и полотняную обшивку, на левом элероне располагался триммер.
Горизонтальное и вертикальное оперение образовано профилем RAF-30 с относительной толщиной 10 %. Киль и стабилизатор — двухлонжеронные. Рули с лонжеронами из алюминиевых труб обшивались полотном.
Шасси с консольным креплением колес, амортизаторы телескопические жидкостно-газовые. Уборка и выпуск шасси, а также управление тормозами колес и посадочным щитком — с помощью сжатого воздуха.

Первоначально на И-30-1 устанавливался двигатель М-105ПД с нагнетателем Э-100, но из за его недоведённости позднее пришлось установить серийный М-105П без нагнетателя. Двигатель оснащался выхлопными патрубками реактивного действия с обтекателями.
В исходном варианте был вооружён тремя пушками ШВАК калибра 20 мм (360 снарядов) и двумя 7,62-мм пулемётами ШКАС (1500 патронов). В дальнейшем над двигателем было размещено ещё два ШКАСа.
Постройка И-30-1 была закончена в апреле 1941 г.

## Испытания
Опытный образец истребителя обозначенного как И-30-I впервые поднялся в воздух в апреле 1941 года. Его испытания проводил лётчик П. Я. Федрови, до этого летавший на И-28. И конструкторская бригада, и пилот остались довольны новым самолётом, впечатление портил только ненадёжный двигатель М-105П с повышенной высотностью. И-30 совершил с ним несколько полётов, пока не вышел из строя по техническим причинам. Тогда от большого потолка решено было отказаться и установить обычный М-105 без нагнетателя. Этот вариант оказался наиболее приемлемым, поскольку большинство проблем сразу же исчезли. В показательном бою с истребителем МиГ-3 яковлевская машина оказалась сильнее в манёвре, но немного уступала в скорости на высотах больше 5000 метров. Впрочем, большего от неё и не ждали. В 1941 году Яковлеву наконец удалось создать полноценный истребитель без серьёзных доработок и улучшений в его конструкции. Не обошлось, конечно, без аварий, но общее мнение об И-30 осталось самым положительным.
Построенный весной 1941 года второй прототип И-30-II отличался от первого образца новое носовой частью, из-за перенесённого воздухозаборника. Его испытания также прошли без особых происшествий и ещё до их завершения Яковлев сумел уговорить руководство НКАП начать серийное производство И-30 под новым обозначением Як-3 образца 1941 года. Весной началось изготовление технической оснастки и был собран первый задел деталей. Для производства Як-3 уже выделили три предприятия в Москве, Саратове и Хабаровске, на которых только что развернули выпуск Як-1 и других современных самолётов, но ни одного серийного Як-3 образца 1941 года собрано не было. В связи с неожиданно начавшейся войной руководство страны приказало свернуть все работы по перспективным разработкам, а те самолёты, которые планировалось передать в производство временно «заморозили». С этого момента судьбу Як-3 можно было считать практически решенной — НКАП не хотел приостанавливать выпуск серийной продукции хотя бы на день, чтобы поставить на конвейер самолёт другого типа. Яковлев и сам не слишком боролся за свой самолёт, так как ему хватало проблем с истребителями Як-1 и УТИ-26, а также со скоростным бомбардировщиком Як-4, с которым проблем было ничуть не меньше. Выпуск Як-3 образца так и не состоялся. Осенью 1941 года задел деталей отдали на переработку, а построенные образцы пустили на слом.
В 1944 году обозначение Як-3 было присвоено другому самолёту

## Тактико-технические характеристики
Данные соответствуют модификации И-30-1 с мотором М-105П.
Источник данных: B. Gunston, Y. Gordon, 1997; Якубович Н., 2008; Шавров В. Б., 1988.

Технические характеристики
- Экипаж: 1 пилот
- Длина: 8,48 м
- Размах крыла: 9,74 м
- Высота:
- Площадь крыла: 17,36 м²
- Масса пустого: 2550 кг
- Максимальная взлётная масса: 3130 кг
- Масса топлива во внутренних баках: 383 кг
- Силовая установка: 1 × жидкостного охлаждения М-105П
- Мощность двигателей: 1 × 1050 л.с. (1 × 772 кВт)
- Воздушный винт: ВИШ-61П

Лётные характеристики
- Максимальная скорость:  
  - у земли: 476 км/ч
  - на высоте: 571 км/ч на 4900 м
- Посадочная скорость: 142 км/ч
- Практическая дальность: 975 км
- Практический потолок: 9000 м
- Скороподъёмность: 5000 м за 7 мин
- Время виража: 19-20 с на 1000 м
- Нагрузка на крыло: 180 кг/м²
- Тяговооружённость: 246,8 Вт/кг (2,98 кг/л.с.)
- Длина разбега: 303 м
- Длина пробега: 525 м

Вооружение
- Стрелково-пушечное:  
  - 3 × 20 мм пушки ШВАК
  - 2 × 7,62 мм пулемёта ШКАС